# Bundesverband Metall
Der Bundesverband Metall – Vereinigung Deutscher Metallhandwerke (BVM) ist ein Interessenverband der deutschen Metallhandwerksbetriebe mit Sitz in Essen.

## Wirken
Der Verband wurde im Ursprung in Hamburg als Verband des deutschen Schlosser-, Schmiede-, Maschinenbauer-, Werkzeugmacher-, Dreher-, Metallformer- und Metallgiesser-Handwerks gegründet und ist gemäß Eintrag in der Datenbank der Deutschen Nationalbibliothek die Nachfolgeorganisation des Hauptverbands des Deutschen Schmiedehandwerks und des Hauptverbands des Deutschen Schlosser- und Maschinenbauerhandwerks.
Die Organisation vertritt seine Mitglieder in 325 Innungen und 13 Landesverbänden. Unter anderem entsendet der Verband eigene Experten in nationale und internationale Normungsgremien. Er ist selbst Mitglied im Zentralverband des Deutschen Handwerks (ZDH) und der Bundesvereinigung Bauwirtschaft (BVB) und arbeitet auf europäischer Ebene mit den Verbänden der Nachbarländer in der Europäischen Metall-Union (EMU; vormals Internationale Metall Union – IMU) zusammen.
Innerhalb des Bundesverbandes gründeten sich die Fachgruppen Metallbautechnik, Stahlbau/Schweißen, Feinwerkmechanik, Nutzfahrzeugbau, Metallgestaltung, Schließ- und Sicherungstechnik, Landtechnik, Hufbeschlag sowie Befahranlagen. Diese Gruppen dienen dem Erfahrungsaustausch und zur Weiterbildung. Ende 2002 gründete der BVM die „Stiftung des Metallhandwerks für Internationale Berufsbildung“.

## Präsidenten (unvollständig)
- Willi Seiger (ab 2022)
- Erwin Kostyra (2013–2022)[6][7]
- Peter Mader (2007–2013)[1][8]
- Klaus Dann (2001–2007)[9][10]
- Klaus Graupe (1999–2001)
- Wilfried Rohlje (1992–1999)[11][12]
- Hermann Krauß (1984–1992)
- Rolf Hasenclever (1972–1984)[13][14]

## Vom BVM ausgezeichnete Persönlichkeiten (Auswahl)
Ehrenpräsidentschaft:
- Erwin Kostyra (seit 2023)
- Klaus Dann (seit 2009)[15]
- Wilfried Rohlje[16]

Goldene Ehrennadel:
- 1984: Norbert Blüm,  Bundesminister für Arbeit und Sozialordnung
- 1985: Herbert Matis,  Lehrstuhlinhaber und Rektor der Wirtschaftsuniversität Wien

Ehrenteller:
- 1994: Paul Zimmermann, Kunstschmied